# شبالت
اشبالت (بالألمانية: Spalt) هي بلدة ألمانية تقع في ألمانيا في ألبريشت ولهلم روث.

## معرض صور

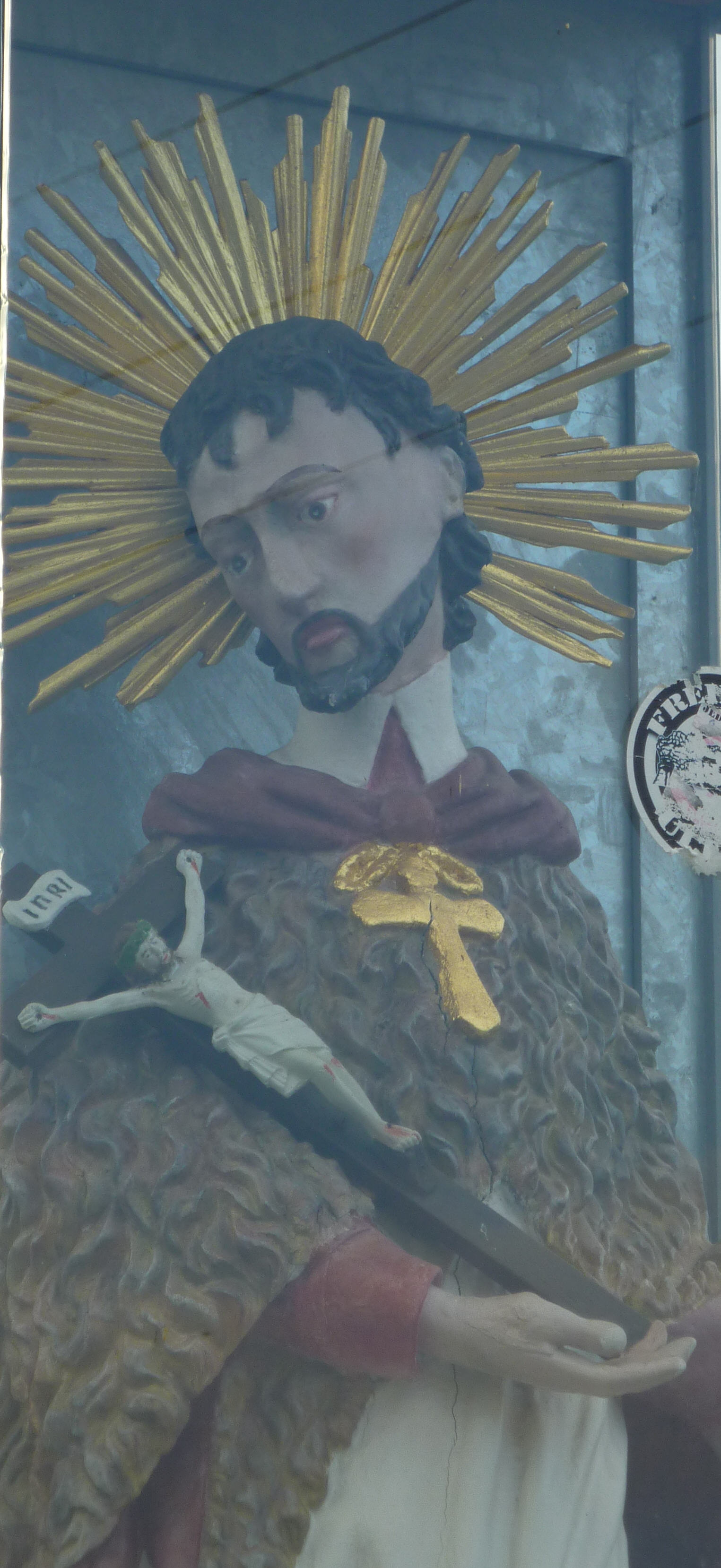
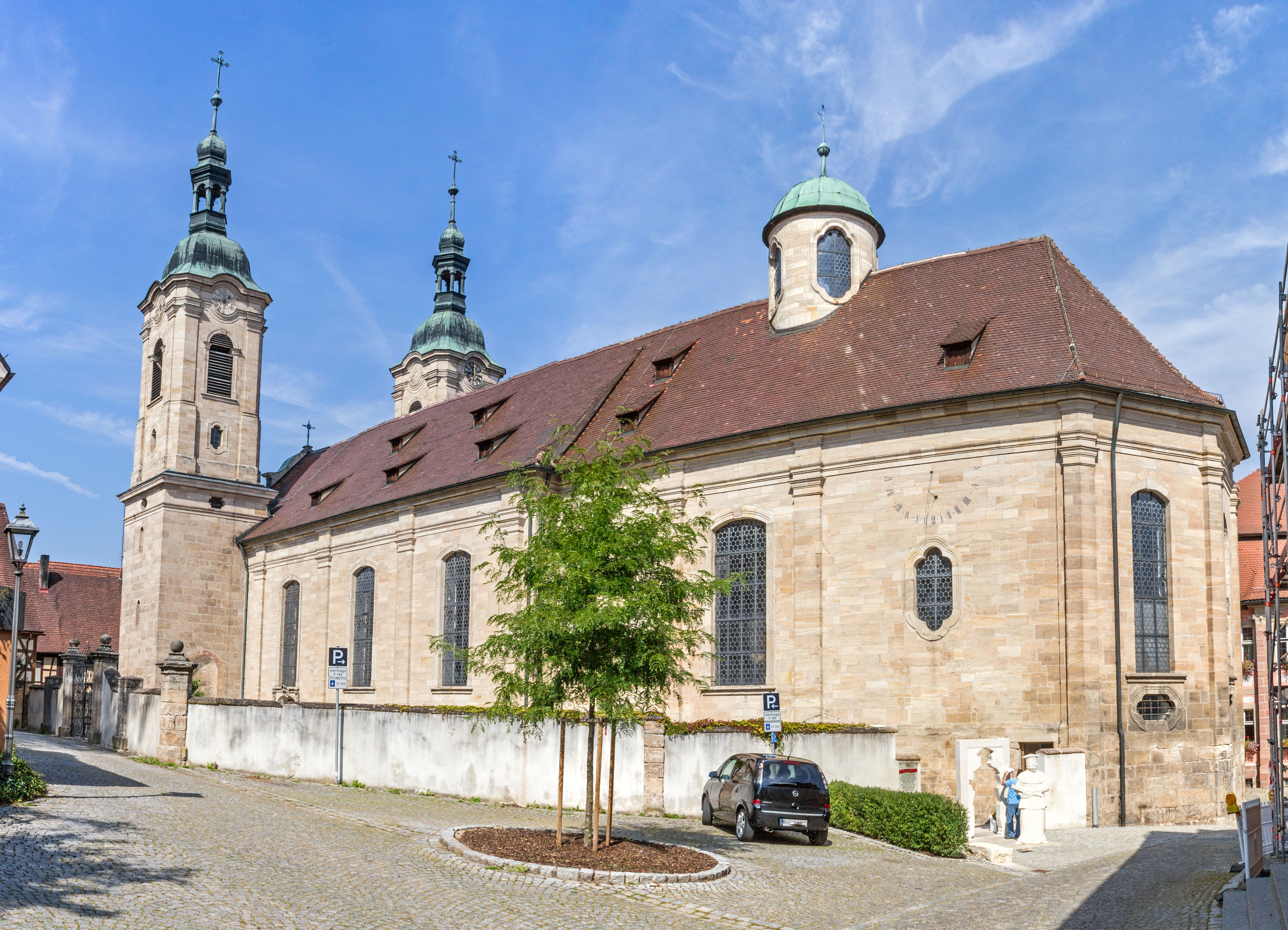
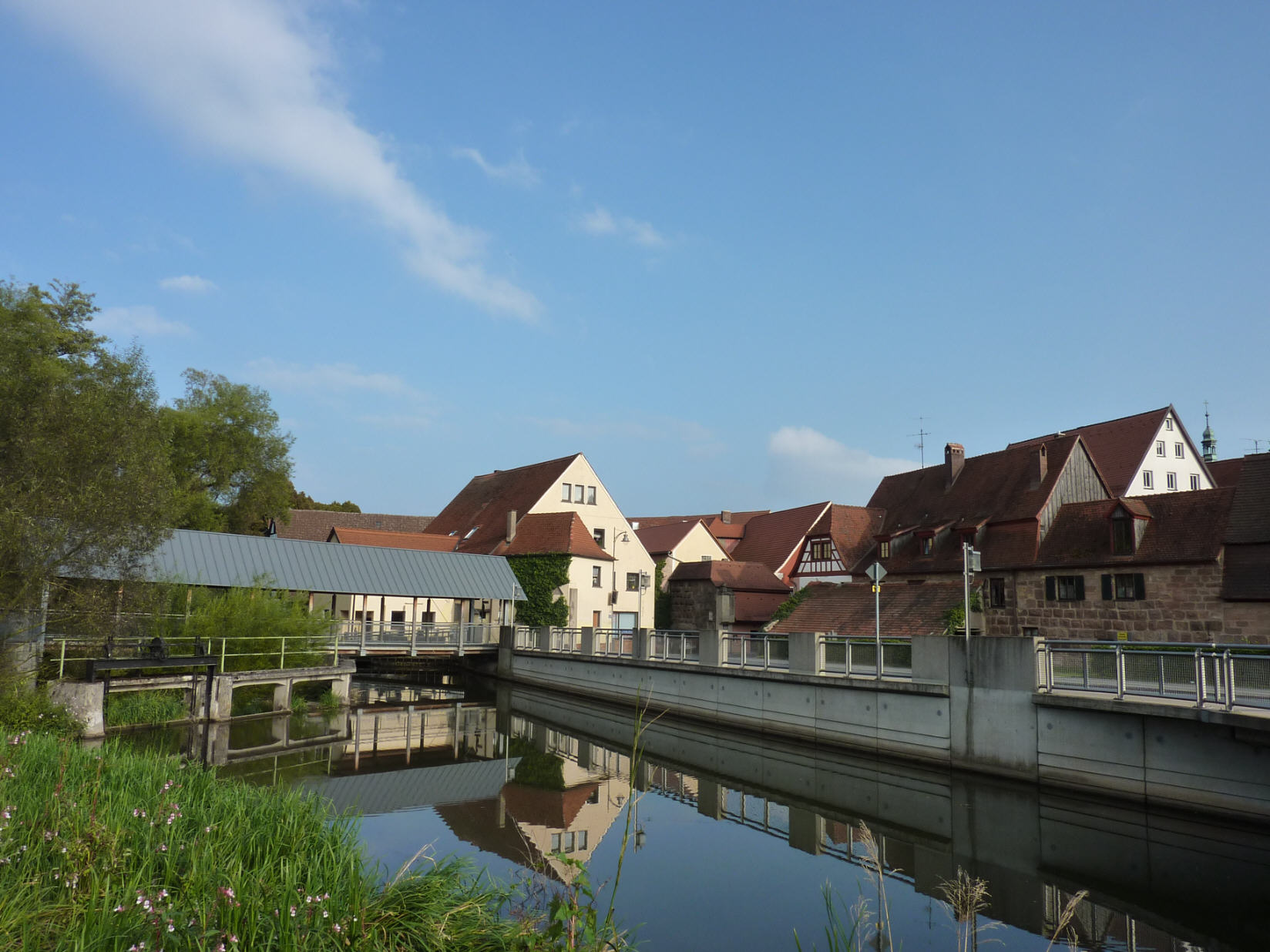
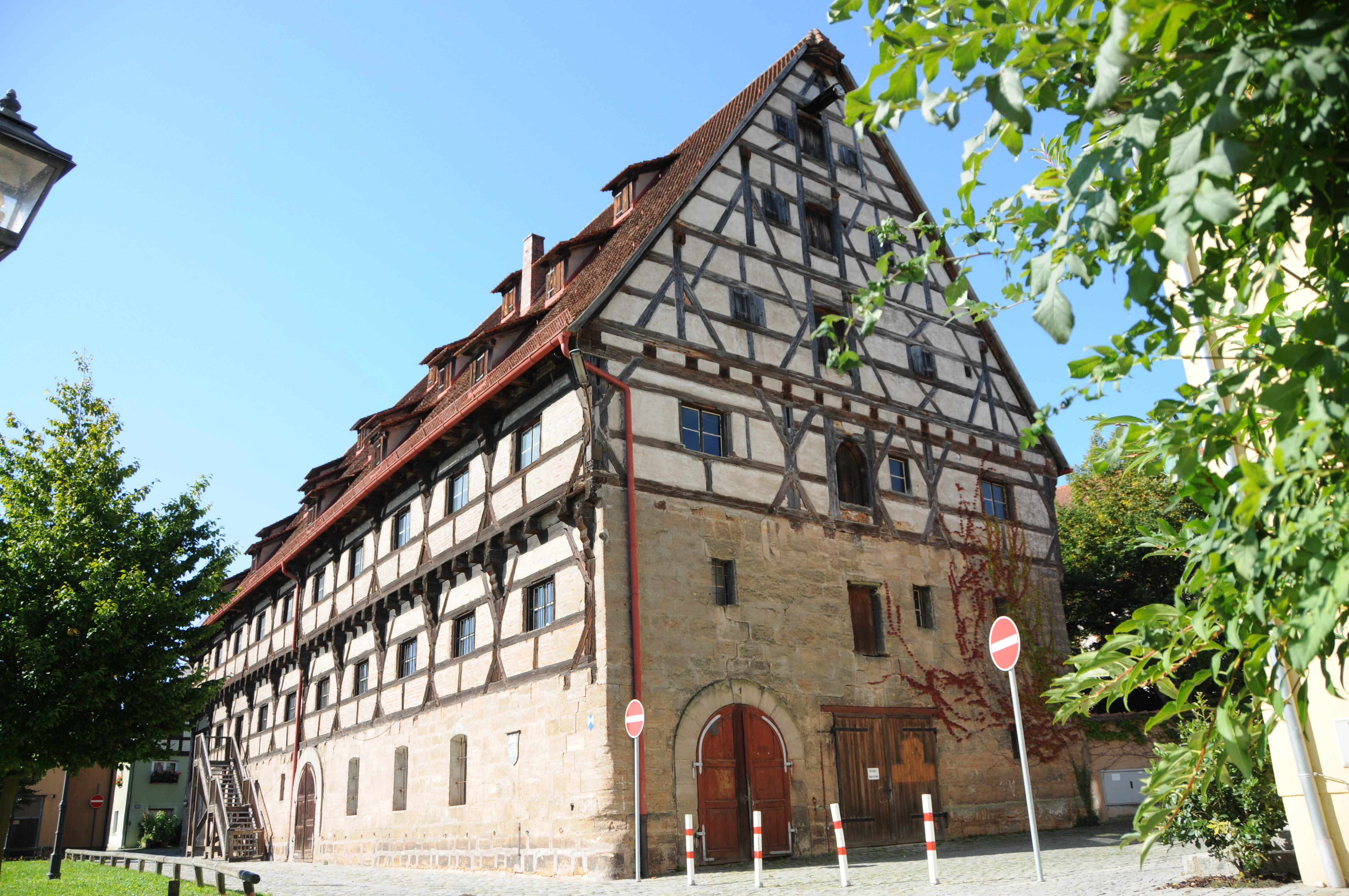
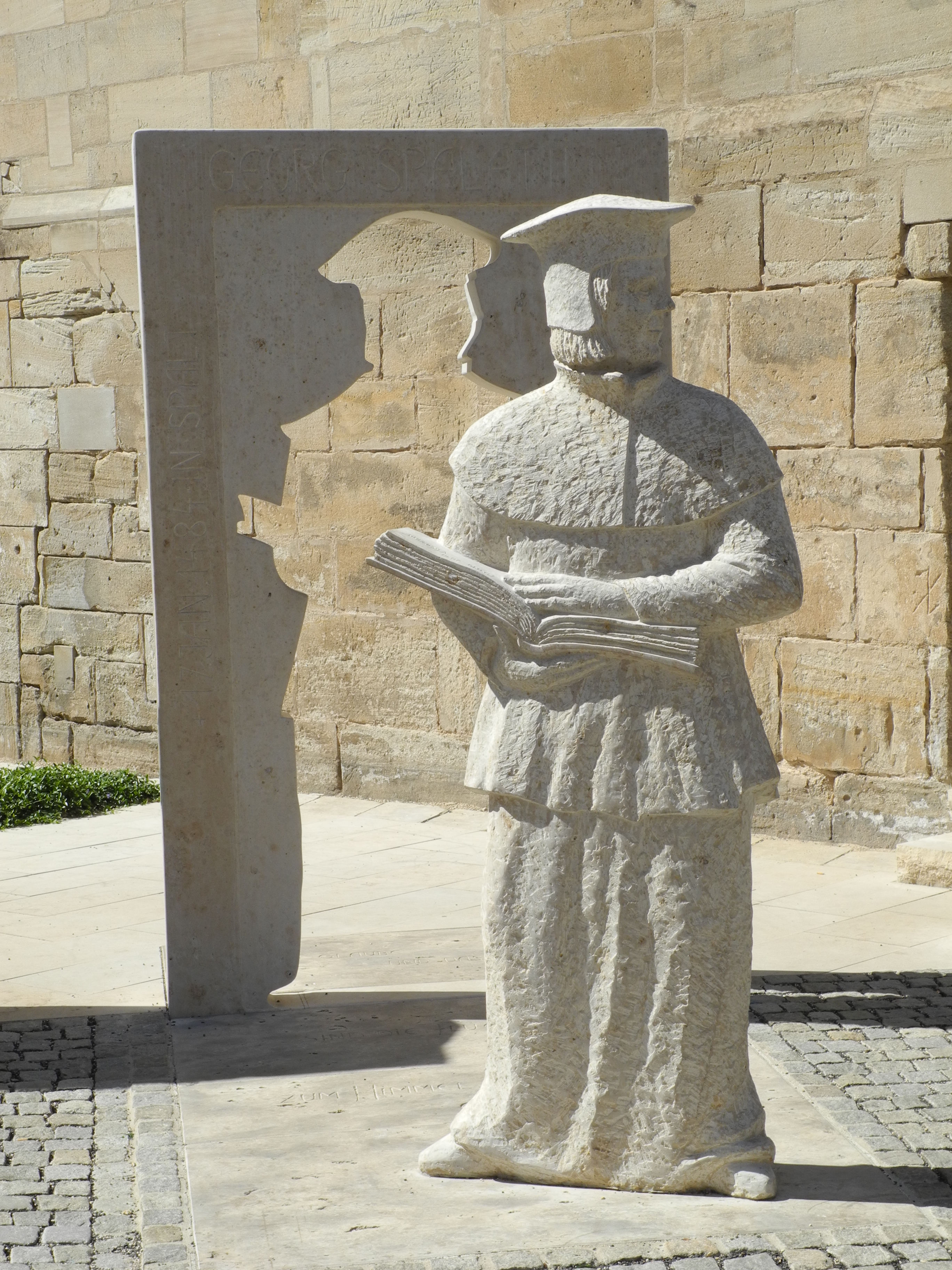
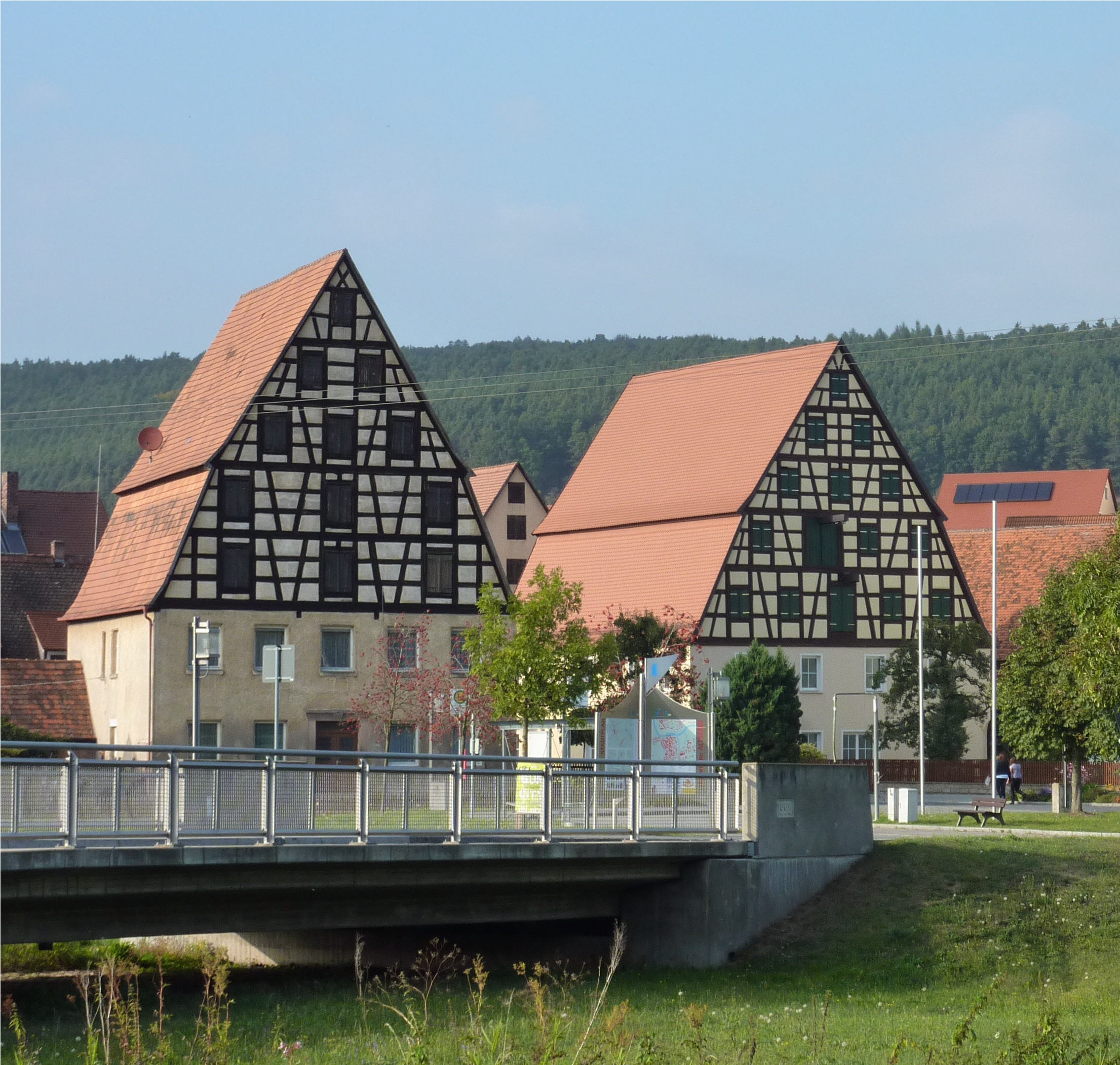

## أعلام
- فرانز بادر